# جيم مارشال (لاعب كرة قاعدة)
جيم مارشال (بالإنجليزية: Jim Marshall)‏ هو لاعب كرة قاعدة أمريكي، ولد في 25 مايو 1931 في دانفيل في الولايات المتحدة.

## وصلات خارجية
- جيم مارشال على موقع دوري كرة القاعدة الرئيسي (الإنجليزية)
- جيم مارشال على موقع الدوري الياباني لكرة القاعدة (الإنجليزية)
- جيم مارشال على موقعبيزبول رفرنس.كوم (الدوري الرئيسي) (الإنجليزية)
- جيم مارشال على موقعبيزبول رفرنس.كوم (الدوري الثانوي) (الإنجليزية)
- جيم مارشال على موقع مشجعي الرسوم البيانية (الإنجليزية)